# Amanita exitialis
 (novembre 2018).
Si vous disposez d'ouvrages ou d'articles de référence ou si vous connaissez des sites web de qualité traitant du thème abordé ici, merci de compléter l'article en donnant les références utiles à sa vérifiabilité et en les liant à la section « Notes et références ».
Espèce
Amanita exitialis est une espèce de champignons Basidiomycètes de la famille des Amanitaceae. Cette espèce asiatique est mortelle.

## Description
Le carpophore, c'est-à-dire la fructification de ce champignon est blanche, de taille petite ou moyenne, avec des chapeaux pouvant mesurer jusqu'à 7 cm de diamètre, un anneau peu friable et une volve solide. Contrairement à beaucoup de Basidiomycètes qui possèdent quatre basides, ce champignon n'en possède que deux.
Les analyses moléculaires montrent que cette espèce est phylogénétiquement proche de trois autres amanites blanches, Amanita subjunquillea, Amanita virosa et Amanita bisporigera.[réf. nécessaire]

## Distribution géographique
Amanita exitialis se rencontre de la Chine à l'Inde où elle a été parfois identifiée par erreur comme Amanita verna. 

## Toxicité
Amabita exitialis est très toxique. Huit personnes ont été mortellement empoisonnées en Chine après avoir consommé son carpophore en 2000, et entre cette date et 2010, vingt autres l'ont également été.[réf. nécessaire]